# Nahi
Pour les articles homonymes, voir Nahi (homonymie).
Nahi est une localité située dans le département de Founzan de la province du Tuy dans la région des Hauts-Bassins au Burkina Faso.

## Géographie
Nahi se trouve à 18 km linéaires au sud-ouest de Founzan.

## Santé et éducation
Nahi accueille un centre de santé et de promotion sociale (CSPS).
Le village possède une école primaire publique.